# 水原抄
『水原抄』（すいげんしょう）は、鎌倉時代に河内方によって著されたとされる『源氏物語』の注釈書である。『原中最秘抄』の奥書のように「水原鈔」（「抄」の手偏が金偏になっている）と表記しているものもある。「水原」とは『源氏物語』の「源」の一文字を「偏（サンズイ）＝水」と「旁＝原」に分割したものであるとされる。

## 概要
本書は、13世紀中頃に源親行によって著されたとされており、いわゆる河内学派による注釈書として最も成立時期の古いものである。全54巻（『仙源抄』によると「五十余巻」）あったとされており、この巻数は現在の『源氏物語』54帖と対応していると考えられている。この「全54巻」という巻数からみて後の「紫明抄」（全10巻）や「河海抄」（全20巻）と比べても非常に大部のものであったと考えられている。『原中最秘抄』では、『源氏物語』についての河内学派の教えは「源氏物語54帖（河内本源氏物語）、水原抄54巻、原中最秘抄上下2巻と文書化されない口伝から構成される」としている。またここで「54帖」と「54巻」が明確に区別されていることから、本書は巻子本であったと考えられている。
本書は、『原中最秘抄』や『紫明抄』といった河内学派のものだけでなく、『河海抄』、『珊瑚秘抄』、『花鳥余情』といったこれ以後の多くの注釈書、また七毫源氏（東山文庫蔵）のような写本に書き込まれた注釈の中に数多く引用されている。これらのうち、「水原抄から」と明記して引用されているものだけでも約百箇所に上り、その他にも「親行云」「親行説」「光行云」などとして引用される記述もこの『水原抄』のものではないかと考えられている。このように広く知られた本書であったが、室町時代中期に一条兼良が『花鳥余情』で引用して以後、誰も見たことのない幻の書になってしまった。

## 成立
『原中最秘抄』等の記述によれば、本書は源光行（1163年（長寛元年） - 1244年（寛元2年））が
- 藤原俊成（1114年（永久2年） - 1204年（元久元年））
- 徳大寺実定（1139年（保延5年） - 1192年（建久3年））
- 藤原定家（1162年（応保2年） - 1241年（仁治2年））
- 久我通光（1187年（文治3年） - 1248年（宝治2年））

らと合力して作り上げたものであるとされている。また、源光行が完成する前に死去してしまったために、光行の子の源親行が残された草稿を元に完成させたものであるとされている。合力したとされるこれらの人物と源親行との間には、藤原定家と源親行との間のように手紙のやりとりや本の貸し借りなどを行った記録が認められる場合もあるものの、年齢や活動期間がそれぞれかなり異なる人物同士の間でどの程度の「合力」があったのか疑問を呈する見解もある。
なお、『水原抄』より後に成立したとされる『紫明抄』には、この後に起こった河内学派の主導権争いの中でことさらにこの『水原抄』に書かれている説に異を唱えている面が見られることもあるとされるが、『水原抄』の中にも逆に『紫明抄』で唱えられた説に異を唱えていると見える部分も存在するため、『水原抄』は一時に完成したのではなく、一度完成した後もある程度の期間にわたって書き加えられていったのではないかとされている。

## 水原抄の再発見
昭和に入ってから発見され、河内本系統の写本の一つとして『校異源氏物語』及び『源氏物語大成 校異編』に写本記号「海」、「源氏古注 七海兵吉蔵」としてその校異が採用された「葵」巻の一部についての題の付されていない詳細な注釈の付された写本（七海兵吉所蔵、のち七海吉郎所蔵のいわゆる「七海本」）が、諸書に引用された『水原抄』の逸文と似ていることから、これこそ『水原抄』ではないかとして池田亀鑑によって紹介された。これについては賛成する意見も出たものの、重松信弘が同一項目について同じ河内派の注釈書（秘伝書）である『原中最秘抄』の記述と比較したときに、似てはいるものの全く同一ではなく、違いが存在することから『水原抄』とはいえない、とする見解を述べたため、池田も一時期の主張をトーンダウンさせることになった。その後もこの写本について水源抄であろうとする見解と水源抄ではなかろうとする見解とが並立する状況になった。その後、これに続くと思われる写本（遠藤武所蔵または弘文莊（反町茂雄）所蔵、のち吉田幸一所蔵のいわゆる「吉田本」）も発見された。寺本直彦は、「源中最秘抄は水原抄に対して「秘説」と位置づけられるべきものであるから、この両者が全く同じ文言でないのはむしろ当然のことであり」、源中最秘抄とこの古写本を比較したときにこの古写本を水原抄であるとすることに何ら問題はないとの見解が提出され、以後主流の見解となっている。

## 翻刻本
- 紫式部学会編『源氏物語研究と資料 古代文学論叢第1輯』武蔵野書院、1969年（昭和44年）6月。